# Отињак
Отињак (фр. Autignac) је насеље и општина у јужној Француској у региону Лангдок-Русијон, у департману Еро која припада префектури Безје.
По подацима из 2011. године у општини је живело 863 становника, а густина насељености је износила 74,72 становника/km². Општина се простире на површини од 11,55 km². Налази се на средњој надморској висини од 57 метара (максималној 205 m, а минималној 79 m).

## Демографија
| 1962. | 1968. | 1975. | 1982. | 1990. | 1999. | 2011. |
| ----- | ----- | ----- | ----- | ----- | ----- | ----- |
| 994   | 1.005 | 910   | 948   | 698   | 729   | 863   |

График промене броја становника у току последњих година